# Mariehamns seglarförening
Mariehamns Seglarförening r.f. (MSF) är en seglarförening på Åland. MSF har sitt säte i Mariehamns Österhamn. 

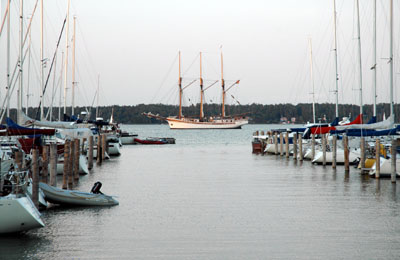
Skonaren Linden passerar MSF gästhamn

## Historik
MSF grundades den 4 juni 1917 av sjökaptenen Anders Öström, folkskolläraren J.E. Ahlqvist, bokhandlaren Gunnar Furstenborg, herr Karl Isaksson, affärsmannen Frans Sundström och studeranden Robert Rothberg och har idag omkring 870 medlemmar. 
I föreningens stadgar står att läsa att föreningens ändamål är att främja segel- och motorbåtssporten, att genom tävlingar, navigationskurser,båtskötsel, utveckling av båttyper, livräddning samt annan liknande verksamhet sprida kunskap i sjömanskap och att genom färder i den åländska skärgården öka medlemmarnas kännedom om och känsla för hembygden.
Dessutom skall föreningen främja ungdomsverksamheten i landskapet Åland genom att bland annat intressera ungdomar för segel- och motorbåtssporten. Föreningen genomförde sin första kappsegling den 17 juni 1917 och det är till minne av denna föreningen räknar sin "födelsedag" varje år.
Föreningen har haft en rad kommodorer genom åren. Under den första tiden valdes kommodoren på våren men under 50-talet ändrade detta till hösten. I sammanställningen finns därför överlappningar under samma år. Något som kan noteras är att föreningen enbart har haft en kvinnlig kommodor. Föreningens kommodorer genom åren listas nedan. 
1. Anders Öström, 1917-1927
2. Emanuel Eriksson, 1927-1928
3. Erik Häggblom, 1928-1929
4. Frans Sundström, 1929-1931
5. Karl Mattsson, 1931-1947
6. Olof Öström, 1947-1948
7. Ingvard Liewendahl, 1948-1956
8. Harry Lindfors, 1957
9. Rainer Mattsson, 1958
10. Clarence Karlsson, 1959
11. Ingvard Liewendahl, 1960-1969
12. Christer Liewendahl, 1970-1974
13. Valter Mäkilä, 1975-1979
14. Olav Remmer, 1980-1982
15. Jan Dolke, 1983
16. Karl-Erik Williams, 1984-1988
17. Kurt Wendelin, 1989-1990
18. Gun Holmström, 1991-1994
19. Lasse Ekelund, 1995-1996
20. Kaj Åkerfelt, 1997-1999
21. Michael Sundblom, 2000-2007
22. Kenth Mattsson, 2008-2012
23. Andreas Kanborg, 2013-2017
24. Kenneth Andersson, 2018-2022
25. Anna Holmström, 2023-

## Verksamhet
MSF har basen för sin verksamhet i Mariehamns och dess östra hamn där föreningen driver en gästhamn och även hyr ut lokalerna till Club Marin.
Föreningen har även en omfattande juniorverksamhet på seglarsidan, och en expanderande verksamhet på Surfsidan. Även motorbåtsnämnden har dragit till sig uppmärksamhet med evenemang så som F2000 och Shoot Out. För föreningens medlemmar ordnas sommarfester, seglarträffar och kurser. Bland de kändare namnen i surfingkretsar finns Arja Kosunen, Sara Beckman, Marcus Björke och Sören Sundqvist. På jollesidan är Niklas Areschoug ett av de senare namnen som visat framfötterna. Under hösten 2013 stod det klart att föreningens största satsning på juniorsidan genom tiderna skulle bli verklighet, och våren 2014 stod 104 kvm nybyggda lokaler till förfogande för föreningens juniorer.
Verksamhetens mål är att främja segel- och motorbåtssporten, att sprida kunskap om segling, båtar och sjömansskap samt att anordna kurser för medlemmarna.  

## Organisation
Föreningens högsta beslutande organ är styrelsen som för år 2022 består av 8 personer under ledning av kommodor Anna Holmström. 
Utöver styrelsen finns nämnder för Segling, Jolle, Motorbåt, Surfing/Kajak och Besiktning. Föreningen har även en vilande nämnd för Isjakt. Därtill finns intendenter utsedda för att handha föreningens anläggningar på de två klubbholmarna Möholm (inkl. Lustkläpp) i Föglös skärgård och Seglarnästet (Kattgrundet) i Jomala.

## Gästhamnen
Gästhamnen i Mariehamns Österhamn är Ålands och en av Nordens största med sina ca 300 platser. Hamnen är en fullserviceanläggning med el, vatten, septiktankstömming, närhet till bränsle, dusch, wc, bastu, Wi-Fi m.m. Antalet övernattningar ligger årligen på ca 8500 nätter. Hamnens gäster består till största del (ca 75-80%) av finska gäster, men även andra nationaliteter förekommer givetvis. Genom åren har hamnen vunnit pris för sin standard och är välbesökt av många återkommande gäster.
Gästverksamheten påbörjades redan 1949 då föreningen lade ut tre bojar för turister då Mariehamns Stad inte erbjöd förtöjning till desamma. Den renodlade gästhamnsverksamheten påbörjades dock först 1978. Hamnen är idag en viktig del av föreningens verksamhet och bidrar till såväl den åländska turismen som ett tillskott i näringslivet i form av arbetsplatser. Gästhamnen har bidragit stort till att lotsa ut föreningens ungdomar i arbetslivet. Sedan sommaren 2017 finns även en klädbutik i föreningens besittning. Sedan 2016 fungerar Simon Karlsson och Sami Saku som ansvariga för föreningens gästhamn och klädförsäljning. 
I direkt anslutning till gästhamnen finns en seglarkrog, Club Marin, som från 2019 drivs av Lene-Maj Johansson.